# A E I O U – Das schnelle Alphabet der Liebe
A E I O U – Das schnelle Alphabet der Liebe è un film del 2022 diretto da Nicolette Krebitz.

## Trama
Anna vive a Berlino, ha 60 anni e da tempo ha lasciato la carriera di attrice. Un giorno si imbatte nel diciassettenne Adrian, un orfano che davanti a un bar le ruba la borsa. Destino vuole che i due si incontrino di nuovo e Anna, il cui unico contatto sociale è il vicino di casa Michel, si trova a fare da voice coach al ragazzo affetto da un difetto di pronuncia.

## Distribuzione
Il film è stato mostrato in anteprima mondiale il 13 febbraio 2022 alla 72ª edizione del Festival internazionale del cinema di Berlino. Il successivo 16 giugno è uscito nelle sale cinematografiche in Germania e in seguito ha partecipato a numerose altre manifestazioni, tra cui il Jerusalem Film Festival, l'Edinburgh International Film Festival, il Reykjavík International Film Festival e il Cork International Film Festival.

### Data di uscita
- 16 giugno 2022 in Germania
- 8 dicembre 2022 in Russia (Быстрый словарик любви)
- 21 dicembre 2022 in Francia (A E I O U - Alphabet rapide de l'amour)
- 19 gennaio 2023 a Taiwan (拼音戀習曲)
- 10 febbraio 2023 in Estonia

## Accoglienza

### Critica
Il sito Rotten Tomatoes riporta il 67% di recensioni professionali con giudizio positivo.

## Riconoscimenti
- 2022 – Brussels International Film Festival[3]
  - Candidatura al premio della giuria a Nicolette Krebitz
- 2022 – Deutscher Filmpreis[4]
  - Candidatura al miglior montaggio a Bettina Böhler
- 2022 – Festival internazionale del cinema di Berlino[5]
  - Candidatura all'Orso d'oro a Nicolette Krebitz
- 2022 – Jerusalem Film Festival[6]
  - Candidatura al Nechama Rivilin Award per il miglior film internazionale a Bettina Böhler
- 2022 – New Faces Awards[7]
  - Miglior attore a Milan Herms
- 2023 – Preis der deutschen Filmkritik[8]
  - Candidatura al miglior film a Nicolette Krebitz
  - Candidatura al miglior attore a Milan Herms
  - Candidatura alla migliore sceneggiatura a Nicolette Krebitz
  - Candidatura alla migliore fotografia a Reinhold Vorschneider
- 2023 – Premio Romy[9]
  - Candidatura alla miglior attrice a Sophie Rois